# Едроспорова печурка
Едроспоровата печурка (Agaricus urinascens) е вид ядлива базидиева гъба от семейство Печуркови (Agaricaceae).

## Описание
Шапката е голяма, достигаща до 30 – 50 cm в диаметър. По ръба има остатъци от сравнително късно разкъсващото се частично покривало. Кожицата е покрита с бързо отмиващи се дребни люспици. На цвят е бяла, като с възрастта се оцветява в жълто-охрено, а при изтръгване леко пожълтява. Пънчето е сравнително късо (за размера на шапката), до 11 cm, цилиндрично, в основата разширено. В горната си част има широко, висящо, ципесто пръстенче. Месото е дебело, плътно, бяло, което при разрязване има червени оттенъци, най-вече в основата. Когато е младо има мирис на анасон или бадем, а когато е старо – на урина, откъдето идва и латинското име на вида. Гъбата е ядлива.

## Местообитание
Среща се през юли – октомври поединично или на групи в ливади, по-рядко по поляни в светли гори, а понякога и в паркове.